# 加拿大的言论自由
加拿大的言論自由作為一種“基本自由”受到《加拿大權利與自由憲章》第二條的保護。然而在實際的司法實踐中，《憲章》允許加拿大政府對言論施以“合理的”有限審查。仇恨言論、淫穢及誹謗是加拿大所限制言論中的常見類型。

## 法律依據
《加拿大權利與自由憲章》第二條B款規定了言論自由權，同時加拿大最高法院以非常寬泛的方式解釋了這項權利。法院表示，任何旨在傳達訊息的行為均受“第二條B款”的保護，但這不包括含有暴力形式的行為。但是《憲章》第一條又規定可以對這一權利施以“合理”的限制，只要這些限制是法律所規定的並且“在一個自由與民主的社會中是顯而易見正當的”。

## 合理限制
加拿大的言論自由不是絕對的；加拿大權利與自由憲章第一條允許加拿大政府制定限制言論自由的法律，只要這些限制“在自由與民主社會是合理和正當的”。仇恨言論和淫穢是輿論及公眾討論中備受關註的兩個例子。仇恨言論指的是指針對特定種族、民族、性別、性別、宗教或其他可識別族群的種族滅絕或其他暴力行為的鼓吹及煽動；淫穢是一個廣義術語，除其他外，指不合理、危險或極不適合社會大眾的文學作品，如兒童性虐待材料或旨在提高性能力的欺詐性藥物。例如反猶主義學者詹姆斯·基格斯特拉就曾因在艾爾伯塔省向學生宣講納粹大屠殺否認論的內容被認定“仇恨言論”而遭起訴。
而在魁北克省，由於當地政府為了保護法語而對言論自由做出了限制。根據《法語憲章》的規定，戶外廣告牌所使用的語言必須以法語為主導地位。例如如果所使用的英語字體超過法語字體的一半，那相關企業可能面臨政府的經濟處罰。而加拿大最高法院裁定此項規定是對言論自由的“合理”限制。

### 誹謗
|                     | 《刑事法典》對叛國、煽動叛亂、褻瀆和毀謗名譽、妨害宗教禮拜、仇恨政宣、誇張虛假新聞、公然搗亂、淫穢、猥褻和其他形式的言論進行了限制。 |
| ——多米尼克·克萊門特 | |

誹謗性文字中傷通常涉及以某種永久形式發表相關言論，例如通過書籍或報紙。誹謗是一種侵權行為，如有人發表旨在貶損他人品格的言論並對其造成傷害，則被誹謗者可以獲得損害賠償。相關的誹謗立法旨在警示媒體謹慎發布訊息，避免任何形式的誹謗並尊重個人的言論自由。
根據加拿大《刑事法典》的規定，“誹謗性文字中傷（Defamatory Libel）”屬於刑事犯罪。根據《刑事法典》第298條第1款之規定，誹謗性文字中傷被定義為“在沒有合法正當理由或藉口的情況下發表的內容，可能透過使任何人遭受仇恨、蔑視或嘲笑而損害任何人的聲譽，或旨在侮辱或關於它的發布者。”同時第300條禁止禁止出版商出版“明知虛假”的誹謗性文字中傷內容。此外第301條曾規定禁止出版任何誹謗性文字中傷內容，但該條已被裁定違憲，理由是有可能將發布真實事件定為犯罪。

## 延伸閱讀
- Hutchinson, Allan C.; Petersen, Klaus (编). . Toronto: University of Toronto Press. 1999. ISBN 9780802080264. OCLC 431554205.

- Moon, Richard. . Toronto: University of Toronto Press. 2000. ISBN 9780802078360. OCLC 244768226.